# Coutoubea ramosa
Espèce
Synonymes
selon tropicos :
- Coutoubea purpurea Lam.
- Coutoubea racemosa G. Mey.
- Coutoubea ramosa fo. racemosa (G. Mey.) Jonker
- Coutoubea ramosa fo. vulgaris (Benth.) Jonker
- Coutoubea ramosa var. latifolia Griseb.
- Coutoubea ramosa var. longifolia Benth.
- Coutoubea ramosa var. racemosa (G. Mey.) Benth.
- Coutoubea ramosa var. vulgaris Benth.
- Exacum racemosum (G. Mey.) Roem. & Schult.
- Exacum ramosum (Aubl.) Vahl[2]

selon GBIF :
- Coutoubea arenaria Willd.
- Coutoubea arenaria Willd. ex Griseb.
- Coutoubea arenaria Willd. ex Schult. & Schult.f.
- Coutoubea purpurea Lam.
- Coutoubea ramosa f. vulgaris (Benth.) Jonker
- Coutoubea ramosa var. latifolia Griseb.
- Coutoubea ramosa var. longifolia Benth.
- Coutoubea ramosa var. vulgaris Benth.
- Exacum arenarium (Willd. ex Schult. & Schult.fil.) Schult. ex Griseb.
- Exacum arenarium Schult. & Schult.f.
- Exacum ramosum (Aubl.) Vahl[3]

Coutoubea ramosa est une  espèce de plante herbacée, néotropicale, appartenant à la famille des Gentianaceae.
On l'appelle en Guyane centaurée rouge, centauree rouge de Cayenne, centorel, santorèl (Créole), a'apoã laãnga (Wayãpi), atit βan (Palikur), diambarana (Portugais), mamanwã puã (Wayãpi), kibiwara-koton (Arawak), bita, kapua-bita (Nenge tongo), koichi-bita (Paramaka), au Guyana kubiorakoton (Arawak), au Suriname bita (Saramaka), bradi-bita (Sranan tongo), diabita, dosumadodo pikin nengre bita (Ndjuka), segotro-wiwiri, centorel, ou au Brésil lombrigueira (Abaetetuba, Pará), ou encore au Pérou genciana.

## Description
Coutoubea ramosa est une plante herbacée à base ligneuse, haute de 30-150 cm.
La tige, cylindrique à quadrangulaire, lisse, très ramifiée, atteint 0,2-0,5 cm de diamètre à sa base.
Les entre-nœuds mesurent 0,5-6 cm de long. 
Les feuilles sont sessiles, semi-amplexicaules, charnues (characées à membraneuses), de forme étroitement elliptiques, étroitement ovales-elliptiques ou linéaires, à base atténuée à étroitement cunéiforme.
La nervure primaire est plate, enfoncée ou légèrement proéminente au-dessus, proéminente en dessous. 
L'inflorescence est en racème terminal ou axillaire.
Les bractées et bracteoles sont de forme ovales, acuminées (parfois en forme de feuille). 
Les fleurs sont horizontales à quelque peu dressées, pédicellées, lâches, décussées.
Le calice est coriace, à lobes acuminés.
La corolle est chartacée à membraneuse. 
Les fruits sont étroitement ellipsoïdes ou ovoïdes.
Les graines de couleur brun pâle, sont triangulaires avec trois côtés creux ou parfois presque globuleuses,.

### taxons infraspécifiques
On distingue 3 variété au sein de Coutoubea ramosa :
- Coutoubea ramosa Aubl. var. racemosa (G. Mey.) Benth. in Hooker - La plantes adultes mesure 40 à 100 cm de haut, et les feuilles sont plus courtes que les inflorescences. Les fleurs sont régulièrement disposées sur des racèmes mesurant jusqu'à 30 cm de long, le plus souvent terminaux. Les bractées mesurent majoritairement 1-4 mm de long, sont rarement en forme de feuille au niveau des fleurs basales. Les lobes de la corolle sont plus grands que le tube. Les filets sont longs de 3-3,5 mm, avec des anthères de 2,5-3,5 mm de long. Le style est long de 5-6 mm.
- Coutoubea ramosa Aubl. var. ramosa - La plantes adultes mesure 40 à 100 cm de haut, et les feuilles sont plus courtes que les inflorescences. Les fleurs sont irrégulièrement disposées sur des racèmes terminaux et axillaires pouvant atteindre 17 cm de long. Les bractées sont longues de 6-55 mm, en forme de feuille depuis la base et quasiment jusqu'au sommet du racème. Les lobes de la corolle sont plus courts que le tube. Les filets sont longs de 2-2,5 mm, et les anthères de 1,5-2 mm. Le style est long de 3 mm.
- Coutoubea ramosa AubI. var. longifolia Benth. in Hooker - La plante adulte ne dépassa pas 30 cm de haut, et les feuilles supérieures sont plus longues que les inflorescences, et les cachent.

## Répartition
- Coutoubea ramosa Aubl. var. racemosa (G. Mey.) Benth. in Hooker est présent au Venezuela, dans les Guyanes, en Amazonie brésilienne,
- Coutoubea ramosa Aubl. var. ramosa est présent de la Colombie, au Brésil, en passant par le Venezuela, les Guyanes, et la Bolivie,
- Coutoubea ramosa AubI. var. longifolia Benth. in Hooker est présent au Venezuela, au Guyana, et dans l'Amazonas (Brésil)[10].

## Écologie
- Coutoubea ramosa Aubl. var. racemosa (G. Mey.) Benth. in Hooker pousse dans les savanes de sable, de roches ou d'argile, dans les endroits ouverts, marécageux ou inondés, sur les berges des rivières, jusqu'à 300 m d'altitude,
- Coutoubea ramosa Aubl. var. ramosa pousse dans des savanes de sable, de roches ou d'argile, dans des endroits ouverts, ombragés, secs ou marécageux, sur les rives des rivières, à 30-500 m d'altitude,
- Coutoubea ramosa AubI. var. longifolia Benth. in Hooker pousse le long des rivières ou des lacs dans des endroits inondés, sur le sable, à 400-550 m d'altitude[10].

On le trouve aussi dans des tourbières au Venezuela.
Plusieurs aspects de Coutoubea ramosa ont été étudiés :
- son pollen[16]
- ses nectaires extrafloraux[17]
- ses fibres[18]
- sa phylogénie[19]

Coutoubea ramosa fait partie des herbes et petits arbustes modernes qui caractérisent la zones de végétation de sable blanc dans le dépôt de "megafan (en)" Viruá, au nord de l'Amazonie (Pléistocène supérieur et Holocène).

## Usages
En 1897, Heckel rapporte de Coutoubea ramosa qu'il s'agit d'une « Plante très amère, stomachique et vermifuge. ».
En Guyane, les Créoles et les Palikur emploient la décoction de feuilles Coutoubea ramosa comme antipyrétique, antipaludéen, vermifuge et désinfectant sur les blessures. L'infusion aide à lutter contre les maux d'estomac, et on l'emploie comme fébrifuge amer. Les Wayãpi l'emploient dans le traitement de la leishmaniose
Au Suriname Coutoubea ramosa est utilisé pour les soins de la peau, notamment pour traiter les boutons. Les Saramaka utilisent sa décoction pour baigner les bébé en soin général
Au Guyana, les racines sont employées pour soigner la diarrhée, et les feuilles pour rendre le sang amer.
Au Brésil, les Kayapó se servent de ses propriétés anti-virales potentielles pour soigner le tep kanê (« maladie du poisson » qui associe des diarrhées, le jaunissement du corps et des douleurs généralisées).
Les Tiriyó l'emploient contre les maux de dents, ce qui implique des effets potentiels sur le système nerveux central.
La communauté traditionnelle du Rio Urubueua de Fátima (Abaetetuba) l'emploie en infusion vermifuge qui présente une forte concentration en fer.
Au Pérou, elle est employée pour ses propriétés antibactériennes, pour soigner les plaies, comme cicatrisant, contre les éruptions cutanées et les boutons de fièvre,,.
Cette plante serait par ailleurs toxique pour le bétail,, en affectant le tube digestif.

## Protologue

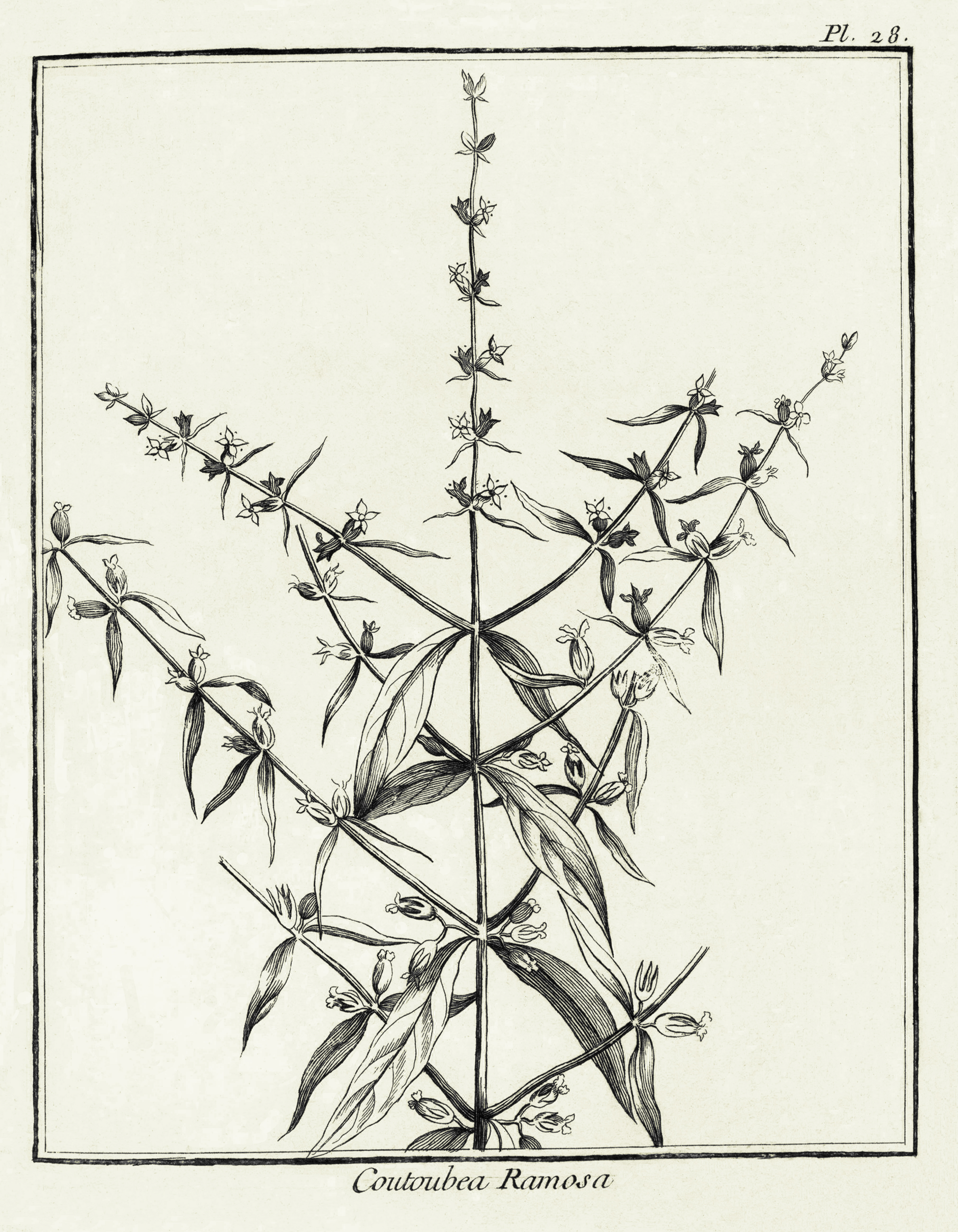
Coutoubea ramosa par Aublet (1775) :
Planche 28.

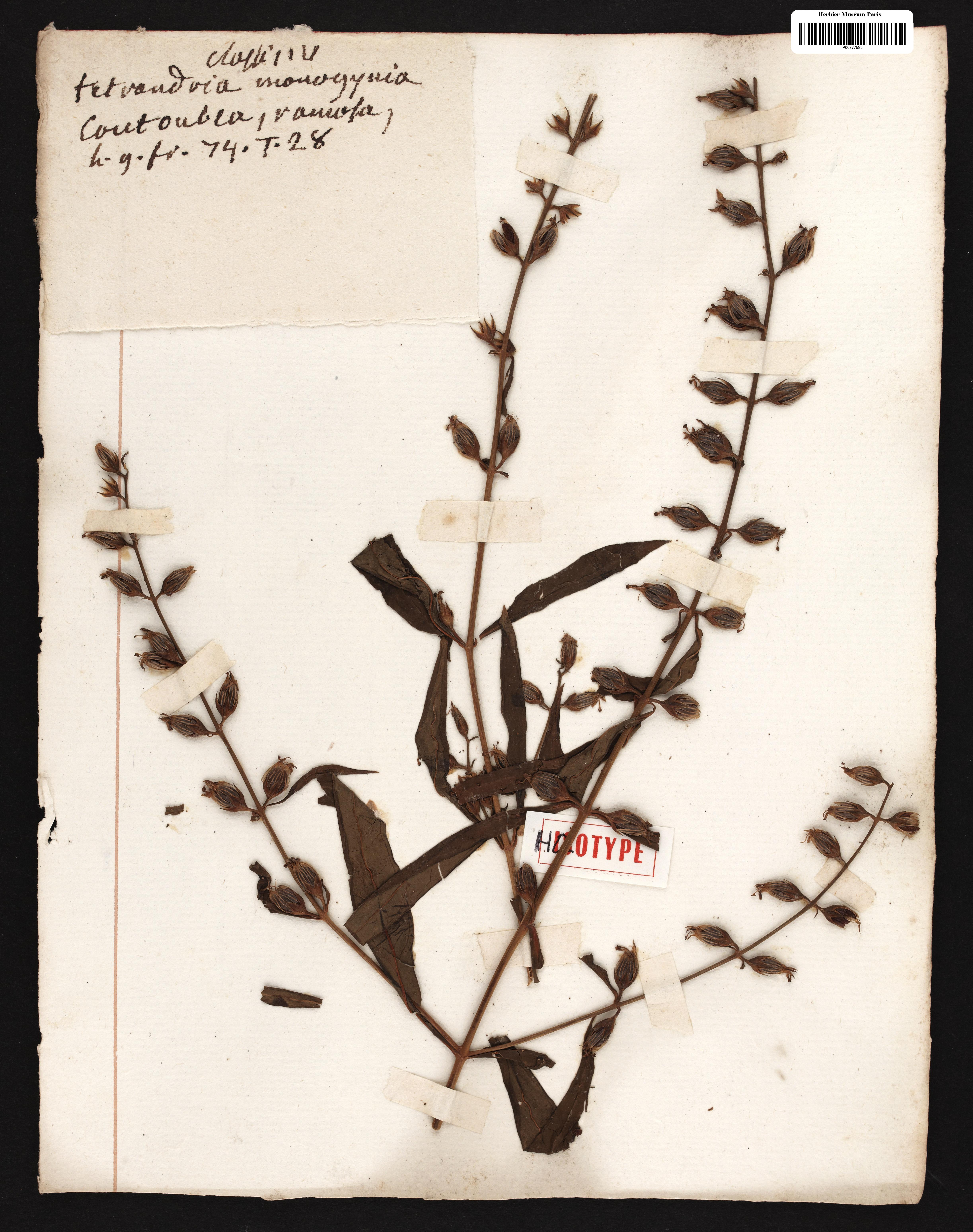
échantillon type de Coutoubea ramosa Aubl. collecté par Aublet en Guyane

En 1775, le botaniste Aublet en a proposé le protologue suivant : 

« 2. COUTOUBEA (ramoſa) foliis anguſtis, acuminatis, flore purpuraſcente. (Tabula 28.)
Hæc planta à pracedenti differt, caule ramoſo ; foliis minoribus, & anguſtioribus; floribus ſolitariis, ſubſeſſilibus ad axillas foliorum ; corolla purpureâ; capsula ſubcompreſſa, & foliis anguſtiſſimis, in extremitate ramuſculorum.
Floret quovis anni tempore.
Nomen Caribæum, COUTOUBEA.
Habitat in ſylvis Sinémarienſibus, & ad ripas rivulorum.

LA COUTOUBÉE purpurine. (Planche 28.)
Cette plante diffère de la précédente [Coutoubea spicata], en ce qu'elle eſt branchue ; rameuſe ; que ſes fleurs ſont portées ſur des pédoncules courts, & toujours deux à deux aux aiſſelles des feuilles : celles-ci ſont plus larges vers l'origine des branches & des rameaux, & diminuent à meſure qu'elles approchent de l'extrémité des rameaux, de manière qu'elles, ſont menues & étroites ; les dernières ne paroiſſent que comme de petites écailles. 
Le fruit eſt plus large, plus renflé, & marqué d'un ſillon de chaque coté, dans toute ſa longueur; la couleur de la corolle eſt purpurine. 
Toute la plante eſt amère. Elle s'emploie aux mêmes uſages que la précédente [Coutoubea spicata]. 
Cette eſpèce vient au bord des ruiſſeaux, dans les déſerts de la Guiane, ſur-tout à Sinémari. »

— Fusée-Aublet, 1775.